# المأساة في فرين (رواية)
المأساة في فرين (بالإنجليزية: The Tragedy at Freyne)‏ هي رواية بوليسية غامضة صدرت عام 1927 من تأليف أنتوني جيلبرت، الاسم المستعار للكاتبة البريطانية لوسي بياتريس ماليسون، وهي روايتها الأولى تحت اسم مستعار. قدمت المحقق الهاوي سكوت إجيرتون، الذي كان شخصيتها الرئيسية حتى إنشاء آرثر كروك في جريمة قتل على يد الخبراء.

## القصة
عثر على السير سيمون تشاندوس ميتًا في مكتبته مع اعتراف مكتوب أمامه وزجاجة من أقراص المورفين بجانبه، ويبدو أنها حالة انتحار واضحة. لكن أحد الضيوف في المنزل الريفي لاحظ وجود تناقض طفيف وبدأ تحقيقه الخاص في الوفاة.